# Sens życia oraz jego brak
Sens życia oraz jego brak (oryg. VAN valami furcsa és megmagyarázhatatlan) – węgierski komediodramat z 2014 roku, debiut reżyserski Gábora Reisza.

## Fabuła
Głównym bohaterem filmu jest mieszkający w Budapeszcie Áron, który ma 29 lat. Dopiero co skończył studia, ale pozostaje bez pracy i wciąż utrzymują go rodzice. Ponadto rozpamiętuje swoją niedawną dziewczynę. Pewnego wieczoru w stanie upojenia alkoholowego zamawia bilet do Lizbony. Następnie zakochuje się w kontrolerce biletów, jednak ona nie odwdzięcza jego zainteresowania. Áron wyjeżdża do Lizbony, gdzie pracuje i wiąże się z pewną dziewczyną. Ostatecznie wraca jednak do Budapesztu.

## Obsada
Źródło: port.hu
- Áron Ferenczik – Áron Szentesi
- Miklós Horváth – Miklós Hamza
- Bálint Győriványi – Bálint Győrvári
- Tamás Owczarek – Tamás Juhász
- Roland Lukács – Roland
- Juli Jakab – Eszter
- Katalin Takács – Erzsébet Szentesi
- Zalán Makranczi – Balázs Szentesi
- Erika Kapronczai – Anna
- Zsolt Kovács – Endre Szentesi
- Viktor Nagy – kasjer

## Nagrody
Film był nominowany w kategorii „East of West” podczas Międzynarodowego Festiwalu Filmowego w Karlowych Warach w 2014 roku. Zdobył także Specjalną Nagrodę Jury oraz Nagrodę Publiczności podczas 32 Festiwalu Filmowego w Turynie.